# Lutz Wanja
Lutz Wanja, né le 6 juin 1956 à Brandebourg-sur-la-Havel, est un nageur est-allemand, spécialiste des courses de dos. Il est marié à la nageuse Barbara Krause.

## Carrière
Lutz Wanja se classe sixième de la finale du 100 mètres dos aux Jeux olympiques de 1972 à Munich.
Aux championnats du monde de natation 1973, il remporte la médaille de bronze du 100 mètres dos. Lutz Wanja fait partie du relais est-allemand médaillé de bronze aux championnats d'Europe de natation 1974 en 4 × 100 mètres nage libre. Il est aussi durant ces championnats vice-champion d'Europe du 100 mètres dos.
Aux Jeux olympiques de 1976 à Montréal, il termine cinquième de la finale du 100 mètres dos.
Il est médaillé d'argent en relais 4 × 100 mètres 4 nages aux championnats d'Europe de natation 1977.